# Erythranthe pardalis
Erythranthe pardalis är en gyckelblomsväxtart som först beskrevs av Francis Whittier Pennell, och fick sitt nu gällande namn av Guy L. Nesom. Erythranthe pardalis ingår i släktet Erythranthe och familjen gyckelblomsväxter. Inga underarter finns listade i Catalogue of Life.